# Маренникова Катерина Олександрівна
Катерина Олександрівна Маренникова  (рос. Екатерина Александровна Маренникова, 29 квітня 1982) — російська гандболістка, олімпійська медалістка.

## Виступи на Олімпіадах
| Олімпіада  | Дисципліна | Місце |
| ---------- | ---------- | ----- |
| Пекін 2008 | гандбол    | 2     |